# Nell Gwynne
Pour les articles homonymes, voir Gwynne.
Nell Gwyn (ou Gwynn ou Gwynne), née Eleanor Gwyn le 2 février 1650 et morte le 14 novembre 1687, est une actrice anglaise et maîtresse du roi Charles II d'Angleterre.
Elle est l'une des nombreuses maîtresses du roi Charles II et la plus célèbre, ayant été louée pour ses performances comiques et théâtrales par le mémorialiste Samuel Pepys et qui fut considérée comme l'incarnation de la Restauration Stuart, muse de son temps et héroïne populaire anglaise.
Elle donne au roi Charles II un fils illégitime, Charles Beauclerk, 1er duc de Saint-Albans.
La romancière Jeanette Winterson fait allusion à la comédienne dans Oranges are not the only fruit. Virginia Woolf la cite également dans son roman Orlando.